# 张绍忠
张绍忠（1896年—1947年），字荩谋，男，浙江嘉兴人，中国物理学家、教育家，曾任浙江大学物理系系主任、教授，浙江大学教务长。